# Jüdischer Friedhof Neulengbach

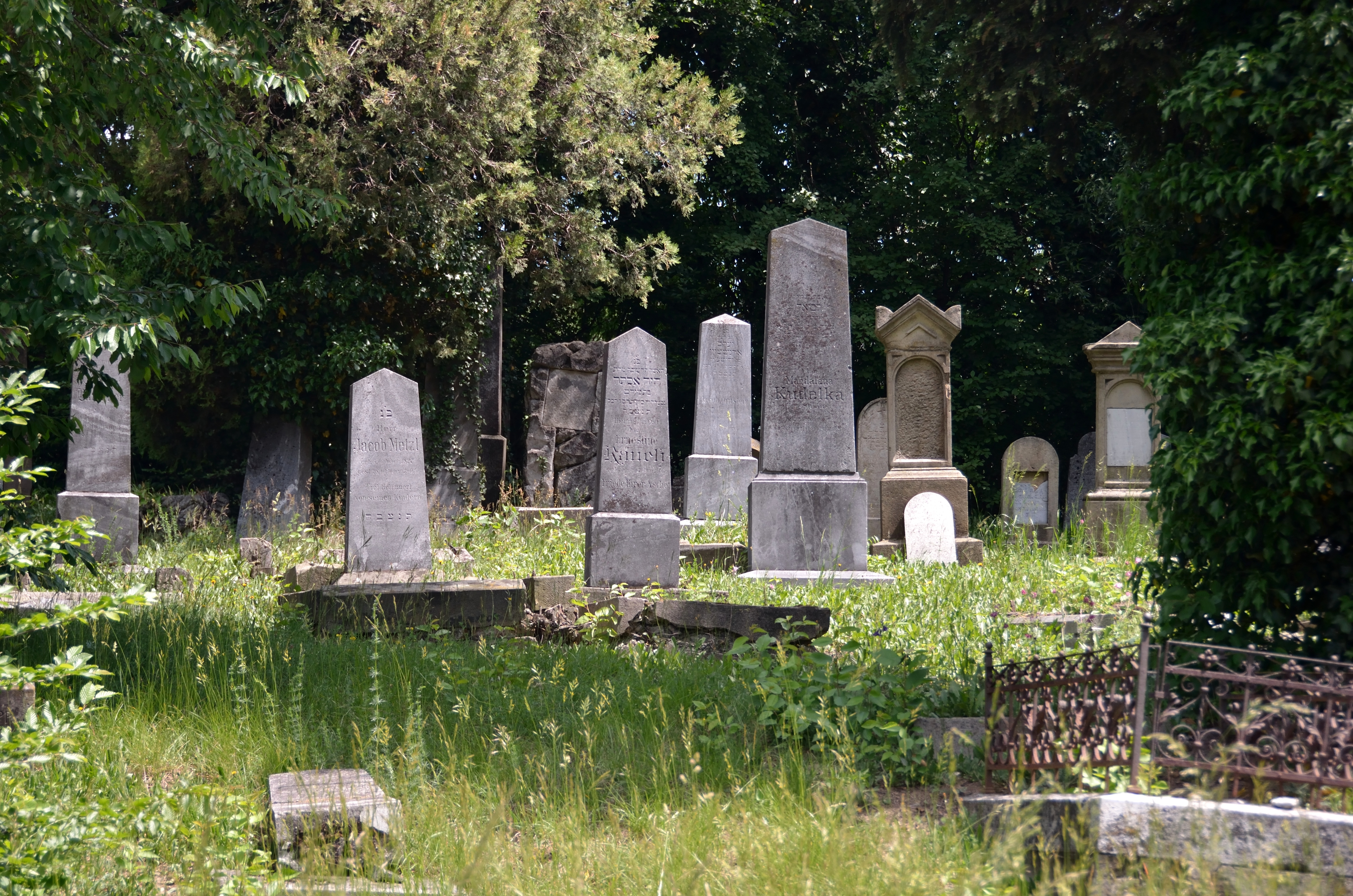
Jüdischer Friedhof Neulengbach

Der Jüdische Friedhof Neulengbach ist ein denkmalgeschützter (Listeneintrag) jüdischer Friedhof in der niederösterreichischen Stadt Neulengbach. Er wurde 1871 gegründet und liegt an der Almersbergstraße in der Ortschaft Au am Anzbach.
Auf dem 683 m² großen Friedhof gibt es 71 Gräber. 15 Grabsteine gingen während der NS-Herrschaft verloren. 
Im Jahr 1999 erfolgte eine Generalsanierung durch den Verein Schalom.